# NGC 2218
NGC 2218 је ознака објекта на координатама са ректансцензијом 6h 24m 42,0s и деклинацијом + 19° 20" 42'. Открио га је Едвард Џошуа Купер, 13. јануара 1853. Каснијим посматрањима на том положају није уочен никакав астрономски објекат.